# Delphine de Vigan
Delphine de Vigan (Boulogne-Billancourt, Francia, 1 de marzo de 1966) es una escritora, guionista y directora francesa.

## Biografía
Nacida en Boulogne-Billancourt, una comuna relativamente pequeña dentro de la región de Isla de Francia cerca de París, Delphine de Vigan muestra desde una corta edad una gran pasión e interés por la literatura, misma que la que la impulsaría a inscribirse en la Escuela de Estudios Avanzados en Ciencias de la Información y la Comunicación, de la facultad de letras de la Sorbona. Después de concluir sus estudios en el CELSA, la joven francesa decide dejar de lado sus pretensiones literarias para desempeñarse en el rol de directora de estudios en un instituto de opinión pública en Alfortville. 
Delphine de Vigan escribía, por lo menos, dos horas diarias, después de regresar del trabajo. En 2001 publicó su primera novela Días sin hambre (en francés Jours sans faim)  bajo el seudónimo de Lou Delvig, una obra semiautobiográfica en la que la autora relató su experiencia con la anorexia durante su juventud. En 2005 publicó el libro de cuentos Les jolis garçons (sin traducir al español) y la novela Un tarde diciembre (en francés, Un soir de décembre), esta vez bajo su nombre real.
Su primer éxito fue No y yo (2007), obra que ganó el Premio Rotary International en 2009, así como el prestigioso premio francés Prix des libraires. La novela fue traducida a veinte idiomas y en 2010 se realizó una adaptación cinematográfica dirigida por Zabou Breitman. Tras el éxito del libro, comenzó a dedicarse por completo a la literatura, convirtiéndose en una escritora profesional.
En 2011, su novela Nada se opone a la noche, en la que narra la historia de su propia familia haciendo frente al desorden bipolar que afronta su madre, ganó una serie de premios literarios franceses, incluyendo el  Prix du Roman Fnac, el Prix Roman France Télévisions y el Prix Renaudot des Lycéens.

## Obras
El orden de las obras corresponde con las fechas de las publicaciones originales. 

### Novelas
- Jours sans faim, 2001 (Editions Grasset, bajo el seudónimo de Lou Delvig). Traducción al español: Días sin hambre, 2013 (Editorial: Barcelona: Anagrama. Traductor: Javier Albiñana).
- Les Jolis garçons, 2005 (Editions Jean-Claude Lattès). Obra no traducida, traducible como: "Los chicos guapos".
- Un soir de décembre, 2005 (Editions Jean-Claude Lattès). Traducción al español: Una tarde de diciembre, 2007 (Editorial: Madrid Artime. Traductor: Juan Carlos Durán Romero).
- No et moi, 2007 (Editions Jean-Claude Lattès). Traducción al español: No y yo, 2009 (Editorial: Suma de Letras); No y yo, 2021 (Editorial: Barcelona: Editorial Anagrama. Traductor: Juan Carlos Durán Romero).
- Sous le manteau, 2008 (Editions Flammarion). Obra no traducida, traducible como: “Bajo el abrigo”.
- Les Heures souterraines, 2009 (Editions Jean-Claude Lattès). Traducción al español: Las horas subterráneas, 2010 (Editorial: Suma de Letras. Traductor: Juan Carlos Durán Romero).
- Rien ne s’oppose à la nuit, 2011 (Editions Jean-Claude Lattès). Traducción al español: Nada se opone a la noche, 2019 (Editorial: Barcelona Editorial Anagrama. Traductor: Juan Carlos Durán Romero).
- D’après une histoire vraie, 2015, (Editions Jean-Claude Lattès). Traducción al español: Basada en hechos reales, 2016 (Editorial: Barcelona Anagrama. Traductor: Javier Albiñana).
- Les loyautés, 2018 (Editions Jean-Claude Lattès). Traducción al español: Las lealtades, 2019 (Editorial: Barcelona: Anagrama. Traductor: Javier Albiñana).
- Les Gratitudes, 2019 (Editions Jean-Claude Lattès). Traducción al español: Las gratitudes, 2021 (Editorial: Barcelona: Editorial Anagrama. Traductor: Pablo Martín Sánchez).
- Les enfants sont rois, 2021 (Editions Gallimard). Traducción al español: Los reyes de la casa, 2022 (Editorial: Barcelona: Editorial Anagrama. Traductor: Pablo Martín Sánchez).

### Guiones cinematográficos
- Tu seras mon fils, 2011 con Gilles Legran (You Will Be My Son, en inglés). Película no traducida, traducible como: "Serás mi hijo".

## Adaptaciones cinematográficas
- 2010: No et moi, de Zabou Breitman. Traducible como: "No y yo".
- 2017: D'après une histoire vraie, de Roman Polanski. Traducción al español: Basada en hechos reales.

## Distinciones honoríficas
- Oficial de la Orden de las Artes y las Letras (República Francesa, 10/02/2016).[3]